# منتخب إيطاليا تحت 19 سنة لكرة السلة
منتخب إيطاليا تحت 19 سنة لكرة السلة (بالإيطالية: Nazionale Under-19 di pallacanestro dell'Italia)‏ هو ممثل إيطاليا الرسمي في المنافسات الدولية في كرة السلة تحت 19 سنة.